# Leptagrostis
Leptagrostis là một chi thực vật có hoa trong họ Hòa thảo (Poaceae).

## Loài
Chi Leptagrostis gồm các loài: